# 1990-es sakkolimpia
A 29. nyílt és 14. női sakkolimpiát 1990. november 16. és december 4. között rendezték meg Újvidéken, Jugoszláviában. A rendezvény a Nemzetközi Sakkszövetség (FIDE) égisze alatt került lebonyolításra. A versenyen nyílt és női kategóriában indulhattak a nevező országok csapatai. A verseny helyszíne a Vojvodina Sport- és Rendezvényközpont volt.

## A versenyzők és a bírói testület
Az 1990-es sakkolimpián a nyílt versenyre 108 csapat 636 versenyzője nevezett, közülük 103 rendelkezett nagymesteri és 121 nemzetközi mesteri címmel. A női versenyen 66 csapatban 261 fő vett részt, közülük 20-an rendelkeztek nagymesteri, és 56-an nemzetközi mesteri címmel.
A nyílt mezőnyben a legerősebb átlag Élő-pontszámmal, 2645-tel a világbajnokokat ezúttal nélkülöző szovjet válogatott rendelkezett. A magyar válogatott 2553-as átlag pontértéke a mezőnyben a 6. volt. A végeredményben megszerzett 17. helyezés annak ellenére csalódásnak tekinthető, hogy a legjobbjaink közül az előző csapatból Portisch, Sax és Pintér sem játszott.
A nők mezőnyében Magyarország 2492-es átlagértéke volt a legmagasabb, őket az éppen regnáló világbajnokot, Maia Csiburdanidzét, valamint az előző világbajnokot Nona Gaprindasvilit felvonultató Szovjetunió követte 2438-as átlagpontszámmal. A cím védője a Polgár lányokat és Mádl Ildikót szerepeltető magyar csapat volt, akik ezen az olimpián is ugyanabban az összeállításban játszottak, mint két évvel azelőtti győzelmük során. Bár a magyar csapat a szovjetektől elszenvedte egyetlen vereségét, végeredményként holtverseny után, de sikerült a címvédés!
A verseny főbírája a görög Georgios Beskos volt.

## A verseny menete
A nyílt és a női verseny egymástól külön, 14 fordulós svájci rendszerben került megrendezésre. A nyílt versenyben a csapatok 6 főt nevezhettek, akik közül egy-egy fordulóban négyen játszottak, a női versenyben 4 fő nevezésére volt lehetőség, akik közül egy időben hárman játszhattak. A csapatot alkotó versenyzők között előzetesen fel kellett állítani az erősorrendet, és azt meg kellett adni a versenybíróknak. A leadott erősorrendnek nem kell megegyeznie a versenyzők Élő-értékszámának sorrendjével. Az egyes fordulókban ennek az erősorrendnek a figyelembe vételével alkottak párokat az egymással játszó csapatok.
Az olimpiai versenyszabály szerint az egyes játszmákban a játékosoknak fejenként 2 óra állt rendelkezésre 40 lépés megtételéhez, majd utána minden további 20 lépésre 1-1 óra.
A csapatok pontszámát az egyes játékosok által elért eredmények összege adja. Egy játszmában a győzelemért 1 pont, a döntetlenért fél pont jár. A végeredmény, a csapatpontszám, az így szerzett pontok alapján kerül meghatározásra.
Az olimpiai kiírás szerint holtverseny esetén elsődlegesen a Buchholz-számítás döntött. Ha ez is egyenlő volt, akkor a csapatpontszámokat vették figyelembe oly módon, hogy egy csapatgyőzelem 2 pontot, a döntetlen 1 pontot ért.

## Női verseny

### A női verseny végeredménye
| H.  | Csapat neve               | P   | B-sz  | CsP | Gy | D | V |
| 1.  | Magyarország              | 35  | 344,5 | 26  | 13 | 0 | 1 |
| 2.  | Szovjetunió               | 35  | 340,5 | 27  | 13 | 1 | 0 |
| 3.  | Kína                      | 29  | 350,5 | 21  | 10 | 1 | 3 |
| 4.  | Bulgária                  | 26  | 352,5 | 19  | 9  | 1 | 4 |
| 5.  | Jugoszlávia „A”           | 25  | 357   | 19  | 9  | 1 | 4 |
| 6.  | Amerikai Egyesült Államok | 24½ | 353,5 | 19  | 8  | 3 | 3 |
| 7.  | Anglia                    | 24  | 351,5 | 16  | 7  | 2 | 5 |
| 8.  | Görögország               | 24  | 337,0 | 17  | 8  | 1 | 5 |
| 9.  | Románia                   | 24  | 324   | 15  | 6  | 3 | 5 |
| 10. | Jugoszlávia „B”           | 23½ | 342,5 | 19  | 8  | 3 | 3 |

### Egyéni érmesek
Egyénileg a teljes mezőnyt figyelembe véve a legjobb három teljesítményértéket elérő, valamint táblánként a három legjobb százalékot elért versenyző kapott érmet.
A teljes mezőnyben a teljesítményértéket figyelembe véve Polgár Zsófia ezüst, Polgár Zsuzsa bronzérmet szerzett. Táblánként a százalékos eredményt alapul véve állították fel a sorrendet, és mindhárom táblán magyar versenyző szerezte meg az aranyérmet.

#### Élő-teljesítményérték alapján
|       | Versenyző         | Ország       | Tábla | Pont | Játszma | Élő-pont | Teljesítményérték |
| ----- | ----------------- | ------------ | ----- | ---- | ------- | -------- | ----------------- |
| Arany | Ketevan Arakhamia | Szovjetunió  | 4     | 12   | 12      | 2380     | 2935              |
| Ezüst | Polgár Zsófia     | Magyarország | 3     | 11½  | 13      | 2425     | 2599              |
| Bronz | Polgár Zsuzsa     | Magyarország | 1     | 11½  | 14      | 2510     | 2539              |

#### Első tábla
|       | Versenyző     | Ország       | Pont | Játszma | %    |
| ----- | ------------- | ------------ | ---- | ------- | ---- |
| Arany | Polgár Zsuzsa | Magyarország | 11½  | 14      | 82,1 |
| Ezüst | Claudia Amura | Argentína    | 8    | 10      | 80   |
| Bronz | Hszie Csün    | Kína         | 11   | 14      | 78,6 |

#### Második tábla
|       | Versenyző          | Ország       | Pont | Játszma | %    |
| ----- | ------------------ | ------------ | ---- | ------- | ---- |
| Arany | Polgár Judit       | Magyarország | 10   | 13      | 76,9 |
| Ezüst | Nona Gaprindasvili | Szovjetunió  | 7½   | 10      | 75   |
| Ezüst | Viktoria Johansson | Svédország   | 9    | 12      | 75   |

#### Harmadik tábla
|       | Versenyző         | Ország       | Pont | Játszma | %    |
| ----- | ----------------- | ------------ | ---- | ------- | ---- |
| Arany | Polgár Zsófia     | Magyarország | 11½  | 13      | 88,5 |
| Ezüst | Alisza Galljamova | Szovjetunió  | 9½   | 11      | 86,4 |
| Bronz | Alison Coull      | Skócia       | 9    | 12      | 75   |

#### Negyedik játékos
|       | Versenyző         | Ország      | Pont | Játszma | %    |
| ----- | ----------------- | ----------- | ---- | ------- | ---- |
| Arany | Ketevan Arakhamia | Szovjetunió | 12   | 12      | 100  |
| Ezüst | Christine Bennett | Jamaica     | 6    | 7       | 85,7 |
| Bronz | Esmat Guindi      | Dánia       | 7½   | 10      | 75   |

### A magyar versenyzők eredményei
A női versenyen a Polgár lányokat Mádl Ildikó egészítette ki. Az első táblán Polgár Zsuzsa (2510), a másodikon Polgár Judit (2540), a harmadikon Polgár Zsófia (2425) játszott, negyedikként Mádl Ildikó (2375) volt a magyar válogatott tagja. A magyar csapat 2492-es átlagértéke a legjobb volt a mezőnyben.
| Forduló                            | Ellenfél                           | Polgár Zsuzsa 2510           | Polgár Zsuzsa 2510 | Polgár Judit 2540       | Polgár Judit 2540 | Polgár Zsófia 2425   | Polgár Zsófia 2425 | Mádl Ildikó 2375       | Mádl Ildikó 2375 | Pont |
| ---------------------------------- | ---------------------------------- | ---------------------------- | ------------------ | ----------------------- | ----------------- | -------------------- | ------------------ | ---------------------- | ---------------- | ---- |
| 1                                  | Kuba                               | Ramón Pita 2215              | 1                  | De Armas 2100           | 1                 | Arribas Romaina 2165 | 1                  |                        |                  | 3    |
| 2                                  | Uruguay                            | De los Santos 2005           | 1                  | Dominguez -             | 1                 | Vera 2005            | 1                  |                        |                  | 3    |
| 3                                  | Kína                               | Hszie Csün 2360              | ½                  | Peng Zhaoqin 2335       | 1                 | Csin Kan-jing 2210   | 1                  |                        |                  | 2½   |
| 4                                  | Szovjetunió                        | Maia Csiburdanidze 2500      | 1                  | Nona Gaprindasvili 2435 | 0                 | Galljamova 2370      | 0                  |                        |                  | 1    |
| 5                                  | Amerikai Egyesült Államok          | Donaldson-Akhmilovskaya 2430 | 1                  | Ahsarumova 2395         | 1                 | Epstein 2245         | 1                  |                        |                  | 3    |
| 6                                  | Bulgária                           | Voiska 2350                  | 1                  | Peicheva 2235           | ½                 | Gocheva 2190         | 1                  |                        |                  | 2½   |
| 7                                  | NDK                                | Burchardt-Hofmann 2245       | 1                  | Wagner-Michel 2250      | 1                 | Heintze 2250         | 1                  |                        |                  | 3    |
| 8                                  | Jugoszlávia                        | Marics 2305                  | ½                  | Basagics 2330           | ½                 | Makszimovics 2300    | 1                  |                        |                  | 2    |
| 9                                  | Görögország                        | Makropoulou 2310             | ½                  | Botsari 2255            | 1                 | Kondou 2160          | 1                  |                        |                  | 2½   |
| 10                                 | Anglia                             | Arkell 2270                  | ½                  | Bellin 2230             | ½                 | Forbes C. 2115       | 1                  |                        |                  | 2    |
| 11                                 | Jugoszlávia „B”                    | Petrovics 2220               | ½                  | Bojkovics 2235          | ½                 | Nikolin 2270         | 1                  |                        |                  | 2    |
| 12                                 | Vietnám                            | Mai Thị Thanh Hương -        | 1                  |                         |                   | Phạm Ngọc Thanh -    | ½                  | Phan Huỳnh Băng Ngân - | 1                | 2½   |
| 13                                 | Argentína                          | Burijovics 2200              | 1                  | Needleman -             | 1                 |                      |                    | Villegas -             | 1                | 3    |
| 14                                 | Csehszlovákia                      | Richtrová-Klímová 2340       | 1                  | Hájková-Mašková 2250    | 1                 | Čejková 2090         | 1                  |                        |                  | 3    |
| Szerzett pontszám (Játszmák száma) | Szerzett pontszám (Játszmák száma) | 11½ (14)                     | 11½ (14)           | 10 (13)                 | 10 (13)           | 11½ (13)             | 11½ (13)           | 2 (2)                  | 2 (2)            |      |
| Teljesítményérték                  | Teljesítményérték                  | 2530                         | 2530               | 2446                    | 2446              | 2518                 | 2518               |                        |                  |      |

## A nyílt verseny

### A nyílt verseny végeredménye
| H.  | Csapat neve               | P   | B-sz  | CsP | Gy | D | V |
| 1.  | Szovjetunió               | 39  | 460,5 | 27  | 13 | 1 | 0 |
| 2.  | Amerikai Egyesült Államok | 35½ | 452,5 | 19  | 8  | 3 | 3 |
| 3.  | Anglia                    | 35½ | 450,5 | 22  | 9  | 4 | 1 |
| 4.  | Csehszlovákia             | 34½ | 451,0 | 19  | 9  | 1 | 4 |
| 5.  | Jugoszlávia „A”           | 33  | 460,0 | 19  | 8  | 3 | 3 |
| 6.  | Kína                      | 33  | 444   | 19  | 8  | 3 | 3 |
| 7.  | Kuba                      | 33  | 440,5 | 19  | 8  | 3 | 3 |
| 8.  | Izland                    | 32½ | 452,0 | 16  | 6  | 4 | 4 |
| 9.  | NSZK                      | 32½ | 451,0 | 16  | 6  | 4 | 4 |
| 10. | India                     | 32½ | 449,0 | 15  | 6  | 3 | 5 |
|     | ...                       |     |       |     |    |   |   |
| 17. | Magyarország              | 32  | 427.5 | 19  | 8  | 3 | 3 |

### Az egyéni érmesek
Egyénileg a teljes mezőnyt figyelembe véve a legjobb három teljesítményértéket elérő, valamint táblánként a három legjobb százalékot elért versenyző kapott érmet.

#### Élő-teljesítményérték alapján
|       | Versenyző       | Ország      | Tábla | Pont | Játszma | Élő-pont | Teljesítményérték |
| ----- | --------------- | ----------- | ----- | ---- | ------- | -------- | ----------------- |
| Arany | Robert Hübner   | NSZK        | 1     | 7    | 10      | 2585     | 2734              |
| Ezüst | Murray Chandler | Anglia      | 5     | 9    | 11      | 2560     | 2730              |
| Bronz | Vaszil Ivancsuk | Szovjetunió | 1     | 7    | 10      | 2680     | 2711              |

#### Első tábla
|       | Versenyző             | Ország   | Pont | Játszma | %    |
| ----- | --------------------- | -------- | ---- | ------- | ---- |
| Arany | Zenón Franco Ocampos  | Paraguay | 9    | 12      | 75   |
| Arany | Raul García Paolicchi | Andorra  | 10,5 | 14      | 75   |
| Bronz | Hichem Hamdouchi      | Marokkó  | 8    | 11      | 72,7 |

#### Második tábla
|       | Versenyző      | Ország   | Pont | Játszma | %    |
| ----- | -------------- | -------- | ---- | ------- | ---- |
| Arany | Dibyendu Barua | India    | 8,5  | 11      | 77,3 |
| Ezüst | Boris Pineda   | Salvador | 7,5  | 10      | 75   |
| Bronz | Lars Bo Hansen | Dánia    | 8    | 11      | 72,7 |

#### Harmadik tábla
|       | Versenyző           | Ország          | Pont | Játszma | %    |
| ----- | ------------------- | --------------- | ---- | ------- | ---- |
| Arany | Egon Brestian       | Ausztria        | 9,5  | 12      | 79,2 |
| Ezüst | Enrique Almada      | Uruguay         | 7    | 9       | 77,8 |
| Bronz | Zdenko Kožul        | Jugoszlávia „A” | 9    | 12      | 75   |
| Bronz | Eric Lobron         | NSZK            | 9    | 12      | 75   |
| Bronz | Henry Urday Cáceres | Peru            | 10,5 | 14      | 75   |

#### Negyedik tábla
|       | Versenyző               | Ország          | Pont | Játszma | %    |
| ----- | ----------------------- | --------------- | ---- | ------- | ---- |
| Arany | Roerto Martín del Campo | Mexikó          | 7,5  | 10      | 75   |
| Ezüst | Suat Soylu              | Törökország     | 8,5  | 12      | 70,8 |
| Bronz | Evgeny Ermenkov         | Bulgária        | 7    | 10      | 70   |
| Bronz | Vlatko Kovačević        | Jugoszlávia „B” | 7    | 10      | 70   |

#### Ötödik tábla (első tartalék)
|       | Versenyző       | Ország      | Pont | Játszma | %    |
| ----- | --------------- | ----------- | ---- | ------- | ---- |
| Arany | Sate Husari     | Szíria      | 6    | 7       | 85,7 |
| Ezüst | Murray Chandler | Anglia      | 9    | 11      | 81,8 |
| Bronz | Deen Hergott    | Kanada      | 7    | 9       | 77,8 |
| Bronz | Leonid Yudasin  | Szovjetunió | 7    | 9       | 77,8 |

#### Hatodik tábla (második tartalék)
|       | Versenyző       | Ország      | Pont | Játszma | %    |
| ----- | --------------- | ----------- | ---- | ------- | ---- |
| Arany | Iolo Jones      | Wales       | 6    | 7       | 85,7 |
| Ezüst | Yona Kosashvili | Izrael      | 7,5  | 9       | 83,3 |
| Bronz | Federico Manca  | Olaszország | 8    | 10      | 80   |

### A magyar versenyzők eredményei
A nyílt versenyen a magyar válogatott első tábláján Ribli Zoltán (2610), a másodikon Grószpéter Attila (2555), a harmadikon Adorján András (2505), a negyediken Horváth József (2540) játszott, az ötödik csapattag Tolnai Tibor (2480), a hatodik Horváth Csaba (2480) volt.
| Forduló                            | Ellenfél                           | Ribli Zoltán 2610      | Ribli Zoltán 2610 | Grószpéter Attila 2555 | Grószpéter Attila 2555 | Adorján András 2505 | Adorján András 2505 | Horváth József 2540    | Horváth József 2540 | Tolnai Tibor 2480    | Tolnai Tibor 2480 | Horváth Csaba 2480 | Horváth Csaba 2480 | Pont |  |
| ---------------------------------- | ---------------------------------- | ---------------------- | ----------------- | ---------------------- | ---------------------- | ------------------- | ------------------- | ---------------------- | ------------------- | -------------------- | ----------------- | ------------------ | ------------------ | ---- |  |
| 1                                  | Franciaország                      | Lautier 2570           | ½                 | Renet 2495             | ½                      | Miralles 2460       | ½                   | Santo-Roman 2435       | ½                   |                      |                   |                    |                    | 2    |  |
| 2                                  | Brit Virgin-szigetek               | Hook -                 | ½                 | Jackson -              | 1                      |                     |                     | Potter -               | 1                   |                      |                   | Christofer -       | 1                  | 3½   |  |
| 3                                  | Albánia                            | Boshku -               | ½                 |                        |                        | Çela -              | 1                   |                        |                     | Sula 2365            | 1                 | Seitaj 2365        | ½                  | 3    |  |
| 4                                  | Argentína                          | Illescsas Córdoba 2510 | ½                 | Rivas Pastor 2505      | ½                      | Bellón López 2450   | ½                   | Ochoa de Echagüen 2450 | 1                   |                      |                   |                    |                    | 2½   |  |
| 5                                  | Portugália                         |                        |                   | Fernandes 2445         | ½                      |                     |                     | Dâmaso 2390            | '½                  | Galego 2360          | 1                 | Santos 2355        | 0                  | 2    |  |
| 6                                  | Indonézia                          | Ardiansyah 2450        | ½                 | Ginting 2385           | ½                      | Barus 2365          | ½                   | Mahmud 2330            | 1                   |                      |                   |                    |                    | 2½   |  |
| 7                                  | Bulgária                           | Georgiev Ki. 2580      | 0                 |                        |                        | Inkiev 2510         | ½                   | Spasov 2495            | 0                   | Ermenkov 2465        | ½                 |                    |                    | 1    |  |
| 8                                  | Kolumbia                           | Zapata 2545            | ½                 | García G. 2445         | 0                      |                     |                     | Castro Rojasn 2320     | ½                   | Alzate 2385          | 1                 |                    |                    | 2    |  |
| 9                                  | Peru                               |                        |                   |                        |                        | Granda Zuñiga 2485  | ½                   | Reyes 2410             | ½                   | Urday Cáceres 2430   | 1                 | Robbiano Taboada - | 1                  | 3    |  |
| 10                                 | Hollandia                          | Timman 2660            | 1                 | Van der Wiel 2555      | ½                      | Piket 2495          | 1                   |                        |                     | Sosonko 2520         | 0                 |                    |                    | 2½   |  |
| 11                                 | Jugoszlávia „B”                    | Sokolov 2550           | ½                 | Kovacsevics 2530       | 0                      | Barlov 2495         | ½                   | Lalics 2490            | ½                   |                      |                   |                    |                    | 1½   |  |
| 12                                 | India                              | Anand 2610             | 0                 |                        |                        | Prasad 2425         | ½                   | Murugan 2425           | ½                   | Babu 2415            | 0                 |                    |                    | 1    |  |
| 13                                 | Chile                              | Morovic Fernández 2530 | ½                 | Cifuentes Parada 2480  | 0                      |                     |                     | Vásquez Schroder 2415  | 1                   | Silva Lillo -        | 1                 |                    |                    | 2½   |  |
| 14                                 | Dánia                              | Hansen C. 2560         | ½                 |                        |                        | Berg 2445           | 1                   | Kristiansen 2445       | ½'                  | Brinck-Claussen 2395 | 1'                |                    |                    | 3    |  |
| Szerzett pontszám (Játszmák száma) | Szerzett pontszám (Játszmák száma) | 5½ (12)                | 5½ (12)           | 3½ (9)                 | 3½ (9)                 | 6½ (10)             | 6½ (10)             | 7½ (12)                | 7½ (12)             | 7½ (10)              | 7½ (10)           | 1½ (3)             | 1½ (3)             |      |  |
| Teljesítményérték                  | Teljesítményérték                  | 2458                   | 2458              | 2358                   | 2358                   | 2534                | 2534                | 2495                   | 2495                | 2567                 | 2567              | 2307               | 2307               |      |  |